# Michael Saxlund
Michael Andreas Emil Saxlund, född 6 augusti 1846 i Vardø, död 4 januari 1932 i Oslo, var en norsk skogsman.
Saxlund blev student 1866, studerade därefter under Karl Gayer vid forstakademien i Aschaffenburg, varifrån han 1869 utexaminerades och var därefter intill 1872 förvaltare vid Hakedals verk och 1877-91 forstmästare för Fossum verks skogar vid Skien. År 1891 blev han forstassistent i Helgeland, 1895 skogsförvaltare i Hedemarkens amt och 1900 skogskonsulent i norska lantbruksdepartementet. Från 1903 till 1916, då han drog sig tillbaka, innehade han ämbetet som skogsdirektör och chef för Norges skogsstyrelse.
Saxlund inlade stora förtjänster om norska skogshushållningens utveckling, utgav 1883-85 Norsk skovlexikon som bilaga till "Den norske forstforenings aarbok" samt 1922 Stange almenning (tillsammans med O. Olafsen).